# Cyclops strenuus
Cyclops strenuus är en kräftdjursart som beskrevs av Fischer 1851. Cyclops strenuus ingår i släktet Cyclops och familjen Cyclopidae. Arten är reproducerande i Sverige. Inga underarter finns listade i Catalogue of Life.